# Camp Wodli
Pour les articles homonymes, voir Wodli.
Le Camp Wodli fut un célèbre maquis FTPF d'Auvergne pendant la Seconde Guerre mondiale. Neuf hommes sont à l'origine du premier maquis FTP du département dénommé "Camp Wodli" et en constituent le noyau originel, en mars 1943 dans la haute vallée de l'Allier dans le département de la Haute-Loire : Albert Bollon, Paul Drevet et son fils Alexandre, Pierre Fournel, Jacques Fournier, Alain Joubert, Paul Linossier, Leyser Nusbaum et Camille Pradet. Six d’entre eux font partie des classes nées en 1920-21-22 requis par le S.T.O. Le camp Wodli a été reconnu comme unité combattante des Forces françaises de l'intérieur (F.F.I.) par l'État-Major de la subdivision Loire le 31 mars 1950.

## Histoire
La décision de fonder un maquis dans les montagnes de la Haute-Loire fut prise en décembre 1942 par le commandement des Francs tireurs et partisans français des zones sud. En mars 1943, neuf hommes partent en train de Saint-Étienne pour Monistrol-d'Allier. Arrivés à destination, ils détruisent leurs papiers et, à pied, se dirigent vers le plus profond de la montagne où ils installeront leur campement. Le lendemain, tous réunis, ils décident de baptiser leur camp « Wodli », en mémoire de Georges Wodli, militant communiste et syndicaliste, assassiné par les nazis.
Début avril, un détachement de huit hommes rejoint le groupe, avec à sa tête, le lieutenant Henri Hutinet, ancien officier du 38e régiment d'infanterie et Augustin Ollier, ancien candidat PCF, chef des francs-tireurs et partisans (FTPF) de la Haute-Loire. La direction des maquis FTPF est constituée par trois commissaires : Le C.E. (commissaire aux effectifs), le C.T. (commissaire technique) et le C.O. (commissaire aux opérations). La première direction du Wodli est ainsi constituée : Augustin Ollier est le C.E., Alain Joubert est le C.T. et Henri Hutinet est le C.O. Les maquisards organisent leur campement et se soumettent à un entraînement intensif sous l'instruction technique de combat et de maniement des armes de Henri Hutinet.
Le camp Wodli depuis le noyau originel des neuf hommes qui lui ont donné son nom dans les montagnes de la Margeride dans la Haute-Loire jusqu'à la libération de Lyon où les effectifs ont atteint les 1 000 hommes, n'a cessé de combattre l'ennemi et de mener des actions armées pour la libération de la France.

## Chronologie

### Année 1943

#### Avril
Dix maquisards du camp Wodli organisent la libération de 26 patriotes détenus à la prison du Puy-en-Velay. À la suite de cette évasion, une vaste opération de police va cerner le maquis et permettre l'arrestation d'une quarantaine de résistants dont Vasco Corsi, Augustin Ollier, Théo Vial-Massat, Alexandre Drevet, Paul Drevet. Quinze hommes parviendront à s'échapper.

#### Mai
Les quinze résistants qui n'ont pas été arrêtés s'organisent dans les bois de Lalouvesc en Ardèche. Au cours d'une mission, le lieutenant Hutinet est arrêté à Saint-Étienne.

#### Septembre
Entre mai et septembre 1943 les hommes du Wodli réussissent de nombreux sabotages dans la Vallée du Rhône. Le camp Wodli se renforce en nombre de combattants et atteint l'effectif d'une centaine d'hommes. Le 25 septembre, il participe à l'évasion de 32 détenus de la prison de Bellevue à Saint-Étienne.

#### Octobre
Dans la nuit du 1er au 2 octobre, en liaison avec les détenus et la complicité d'un gardien, les hommes du Wodli organisent la deuxième et spectaculaire évasion de la prison du Puy-en-Velay qui va permettre à 90 détenus dont Augustin Ollier, Théo Vial-Massat, Vasco Corsi, Paul Drevet, Alexandre Drevet, de retrouver la liberté avec un armement important prélevé dans la prison. Une partie des évadés rejoint les FTPF du Puy de Dôme, l'autre partie se dirige vers la forêt du Meygal près d'Yssingeaux dans la Haute-Loire pour rejoindre le camp Wodli. 
Les maquisards, pourchassés par les forces allemandes et la milice, sont contraints de se déplacer en permanence. Harassés par ces pénibles journées de marche, affamés par manque de nourriture, plusieurs FTPF sont arrêtés. À la fin du mois, les effectifs du camp Wodli atteignent les 200 combattants.

##### Assassinat de trotskistes
Parmi les évadés qui ont rejoint le camp Wodli se trouve Pietro Tresso, l'un des fondateurs du Parti communiste italien (avec Antonio Gramsci et Amadeo Bordiga), avant d'en être exclu pour trotskisme. Après avoir été enfermé et surveillé en permanence (seul Demazière parvient à s'échapper), il est assassiné avec trois camarades trotskistes (Abram Sadek, Maurice Sieglmann alias « Pierre Salini » et Jean Reboul) le 27 octobre 1943 par des membres communistes du maquis, sur ordre de Staline,.

#### Décembre
Un groupe du camp Wodli cantonné à Vareilles[Où ?] est attaqué par la milice et les GMR. Un milicien est tué, plusieurs sont blessés et six FTPF sont arrêtés dont deux blessés. Un autre groupe du Wodli s'installe à Rochepaule en Ardèche.

### Année 1944

#### De janvier à mars
La neige empêche l'activité du camp Wodli. Le froid et la faim rendent les conditions de vie difficiles et la maladie fait des ravages. Toujours pourchassés, les groupes du Wodli changent souvent de bases. Fin mars, ils reviennent dans la région d'Yssingeaux.

#### Avril
Les actions militaires reprennent leur intensité : raids sur Annonay, Saint-Étienne et le Puy-en-Velay. 

Le 3 avril une brigade spéciale du Wodli composée de John (Antoine Angeli), Alex (Alexandre Drevet), Hyppolite Vial et Pierre Barnier, lors d'une mission dans la vallée de l'Ondaine, est encerclée par la milice. Une fusillade éclate, Vial et Barnier sont tués, Alexandre Drevet blessé. Deux maquisards sont arrêtés à Saint-Pal-de-Murs le 5 avril.
Cette reprise d'actions armées conduit les forces allemandes et les miliciens à entreprendre une action d'envergure pour tenter d'arrêter le Wodli.
Aux Cayres, trois FTPF du Wodli en mission, sont arrêtés: Chabanne, Lisiak et Roland Baiocchi. En fin d'après-midi les deux premiers sont fusillés à la Champ des Cayres, Roland Baiocchi est épargné pour être interrogé. Il sera ensuite déporté en Allemagne à Dachau puis Buchenwald et décèdera au kommando d'Ohrdruf. Dans la même journée, un autre groupe du Wodli est attaqué à Faurie, trois FTPF et deux paysans qui leur prêtaient main-forte sont tués. Dans la région d'Araules, deux FTPF du Wodli et quatre paysans sont tués et plusieurs fermes incendiées. Une centaine de FTPF du Wodli organisent des opérations de harcèlement contre les attaquants. Plusieurs Allemands sont tués. À la tombée de la nuit, l'ordre de décrocher est donné. Un groupe se dirige vers La Chaise-Dieu, un autre sur Rochepaule en Ardèche avec pour mission de récupérer et rassembler les FTPF dispersés après l'attaque.
Le 30 avril 1944, les maquisards du Wodli apportent leurs concours aux cheminots pour faire sauter le dépôt de Sembadel.

#### Mai
Une opération montée par la milice et les GMR contre le Wodli se solde par deux morts chez les FTPF dont Vasco Corsi  et six arrestations le 2 mai.
Arrestation d'Alex Alexandre Drevet et de Paul Drevet qui seront déportés au camp de concentration de Dachau.

#### Juin
Le camp Wodli s'étend sur Craponne sur Arzon, Bellevue-la-Montagne, Paulhaguet et Saint-Alyre sous le commandement de Théo Vial-Massat. L'armement, renforcé des prises lors des combats, sera important, et les effectifs continuent à augmenter.
Attaque surprise de la garnison allemande à Brioude le 23 juin par le maquis Wodli fort de 120 hommes. Plusieurs dizaines de soldats allemands sont tués, cinq sont capturés, deux FTPF tués. Des armes sont récupérées.

#### Juillet
À Retournac, les FTPF du camp Wodli attaquent un train dont un wagon était occupé par des Allemands. Trois Allemands sont tués et quatre prisonniers. Un FTPF tué.
À Chabreloche dans le Puy de Dôme attaque d'un barrage de miliciens. Le bilan sera de trois blessés et un mort chez les FTPF et trois morts chez les miliciens.
À Saint-Paulien dans la Haute-Loire un violent accrochage a lieu avec une unité allemande qui tentait de se diriger sur Ambert. Il y aura de nombreux morts des deux côtés dont douze hommes du camp Wodli.

#### Août
Attaque d'un barrage allemand dans le secteur de Chaspuzac près du Puy-en-Velay sur la N.590. Il y aura cinq morts et quatre prisonniers chez les Allemands. Les hommes du Wodli récupèrent l'armement.
Des combats violents et continus ont lieu entre le 18 et le 20 août contre la colonne allemande qui se dirigeait sur Saint-Étienne. Tous les effectifs du camp Wodli participent au combat.
Le premier accrochage a lieu à Bellevue-la-Montagne où il sème la panique dans les troupes allemandes mais treize morts sont à déplorer dans le camp Wodli dont John (Antoine Angeli).
Tout au long de la route, jours et nuits, le Wodli livra des combats de harcèlement et d'encerclement contre la colonne allemande forte de 600 hommes à Estivareilles. Plusieurs dizaines de soldats allemands sont prisonniers ou tués. Du 18 au 20 août, le Wodli a perdu 21 hommes au combat.

#### Septembre
Le maquis camp Wodli forme les 304 et 305e bataillon FFI - FTPF et sera cantonné à Saint-Étienne.
Ces deux bataillons sont engagés dans la bataille pour la libération de Lyon et participent aux accrochages de Saint-Genis-Laval, Brignais et Oullins où le Wodli perdra trois hommes.